# Amsterdamsche Football Club Ajax 2011-2012
Questa pagina raccoglie i dati riguardanti l'Amsterdamsche Football Club Ajax nelle competizioni ufficiali della stagione 2011-2012.

## Stagione
La stagione inizia il 30 luglio 2011 con la sconfitta nella Supercoppa d'Olanda, che viene vinta dal Twente, mentre è l'AZ Alkmaar ad eliminare i Lancieri negli ottavi della KNVB beker. In Champions League gli olandesi accedono direttamente alla fase a gruppi, vendendo poi sorteggiati insieme a Real Madrid, Lione e Dinamo Zagabria. Sono però beffati dai francesi all'ultima giornata: prima di giocare questi ultimi hanno cinque punti in classifica contro gli otto degli olandesi (frutto di una doppia vittoria contro i croati e di un doppio pareggio contro i rivali), e vantavano oltretutto una differenza reti notevolmente peggiore. Nell'ultima gara, però, il Lione vince 7-1 in Croazia, mentre gli spagnoli vincono ad Amsterdam per 3-0; questo relega l'Ajax all'Europa League, dove viene eliminato dal Manchester United nei sedicesimi di finale (la sconfitta 0-2 in casa non viene riscattata dalla vittoria 2-1 all'Old Trafford). In Eredivisie, invece, l'Ajax si conferma campione d'Olanda per la trentunesima volta con un turno d'anticipo, dopo una cavalcata di quattordici vittorie consecutive.
Intanto però il 7 giugno 2011 si era insediato un consiglio direttivo formato tra gli altri da Johan Cruijff e Edgar Davids, sotto la nuova presidenza di Steven ten Have. A novembre però Cruijff si era lamentato di non essere stato informato dell'ingaggio di Louis van Gaal, di Martin Sturkenboom e di Danny Blind come nuovi dirigenti, commentando così la decisione del consiglio direttivo: "Qui sono impazziti". A Edgar Davids inoltre avrebbe detto: "Stai zitto, sei qui solo perché nero". Il 28 novembre Cruijff insieme con gli allenatori del vivaio Wim Jonk, Dennis Bergkamp, Bryan Roy, Ronald de Boer, John Bosman, Jaap Stam, Marc Overmars, Michel Kreek, Orlando Trustfull e Dean Gorre aveva annunciato che avrebbe adito le vie legali, ritenendo che gli ingaggi dei tre nuovi dirigenti violino la politica a livello tecnico adottata dal club. Il giorno dopo Rob Been, presidente del consiglio direttivo, a nome del consiglio di amministrazione aveva chiesto a Cruijff di lasciare il club. Una giunta elettorale provvisoria aveva guidato il club fino al 12 dicembre, quando era stato eletto il nuovo consiglio al posto dei cinque attuali membri del board, invitati a lasciare la società. Il 7 febbraio 2012 era stata poi pronunciata la sentenza, secondo la quale la nomina di van Gaal a direttore generale dei Lancieri sarebbe stata irregolare, e così il 10 febbraio il board (quattro consiglieri più Cruijff, che resta come consulente) si era dimesso insieme con Martin Sturkenboom e Danny Blind.

## Maglie e sponsor
| Casa | Trasferta |

## Rosa
| N. |                        | Ruolo | Calciatore                   |
| -- | ---------------------- | ----- | ---------------------------- |
| 1  | Paesi Bassi (bandiera) | P     | Kenneth Vermeer              |
| 2  | Paesi Bassi (bandiera) | D     | Gregory van der Wiel         |
| 3  | Belgio (bandiera)      | D     | Toby Alderweireld            |
| 4  | Belgio (bandiera)      | D     | Jan Vertonghen (Capitano)    |
| 5  | Paesi Bassi (bandiera) | C     | Vurnon Anita                 |
| 6  | Camerun (bandiera)     | C     | Eyong Enoh                   |
| 7  | Serbia (bandiera)      | A     | Miralem Sulejmani            |
| 8  | Danimarca (bandiera)   | C     | Christian Eriksen            |
| 9  | Islanda (bandiera)     | A     | Kolbeinn Sigþórsson          |
| 10 | Paesi Bassi (bandiera) | C     | Siem de Jong                 |
| 11 | Paesi Bassi (bandiera) | C     | Lorenzo Ebecilio             |
| 13 | Paesi Bassi (bandiera) | D     | André Ooijer                 |
| 15 | Danimarca (bandiera)   | D     | Nicolai Boilesen             |
| 16 | Paesi Bassi (bandiera) | C     | Theo Janssen (Vice-capitano) |
| 17 | Paesi Bassi (bandiera) | D     | Daley Blind                  |
| 18 | Uruguay (bandiera)     | C     | Nicolás Lodeiro              |

| N. |                        | Ruolo | Calciatore        |  |
| -- | ---------------------- | ----- | ----------------- |  |
| 19 | Russia (bandiera)      | A     | Dmitrij Bulykin   |  |
| 20 | Uruguay (bandiera)     | D     | Bruno Silva       |  |
| 21 | Paesi Bassi (bandiera) | A     | Derk Boerrigter   |  |
| 22 | Paesi Bassi (bandiera) | P     | Jasper Cillessen  |  |
| 23 | Armenia (bandiera)     | A     | Aras Özbiliz      |  |
| 25 | Sudafrica (bandiera)   | C     | Thulani Serero    |  |
| 28 | Paesi Bassi (bandiera) | C     | Ismaïl Aissati    |  |
| 29 | Belgio (bandiera)      | C     | Mats Rits         |  |
| 30 | Paesi Bassi (bandiera) | P     | Jeroen Verhoeven  |  |
| 31 | Paesi Bassi (bandiera) | D     | Ruben Ligeon      |  |
| 34 | Paesi Bassi (bandiera) | D     | Ricardo van Rhijn |  |
| 37 | Paesi Bassi (bandiera) | A     | Jody Lukoki       |  |
| 39 | Paesi Bassi (bandiera) | A     | Davy Klaassen     |  |
| 41 | Paesi Bassi (bandiera) | A     | Lesly de Sa       |  |
| 42 | Paesi Bassi (bandiera) | D     | Dico Koppers      |  |

## Risultati

### Champions League

#### Fase a gironi
| Amsterdam 14 settembre 2011, ore 20:45 CEST 1ª giornata - Gruppo D | Ajax           | 0 – 0 referto | Olympique Lione | Amsterdam ArenA (49.504 spett.)\| Arbitro: \| Wolfgang Stark \| |
| Arbitro:                                                           | Wolfgang Stark |               |                 |                                                                 |

| Arbitro: | Mark Clattenburg |

|                                     |           |  |
| C. Ronaldo 25’ Kaká 41’ Benzema 49’ | Marcatori |  |

| Lione 22 novembre 2011, ore 20:45 CET 5ª giornata - Gruppo D | Olympique Lione | 0 – 0 referto | Ajax | Stade de Gerland (35.070 spett.)\| Arbitro: \| Jonas Eriksson \| |
| Arbitro:                                                     | Jonas Eriksson  |               |      |                                                                  |

| Arbitro: | Manuel de Sousa |

|  |           |                                 |
|  | Marcatori | 14’, 90+2’ Callejón 41’ Higuaín |

### Europa League

#### Fase a eliminazione diretta
| Arbitro: | Rocchi |

|  |           |                         |
|  | Marcatori | 59’ Young 85’ Hernández |

| Arbitro: | Skomina |

|              |           |                              |
| Hernández 6’ | Marcatori | 37’ Özbiliz 87’ Alderweireld |

## Statistiche

### Statistiche di squadra
| Competizione         | Punti | Totale | Totale | Totale | Totale | Totale | Totale |
| Competizione         | Punti | G      | V      | N      | P      | Gf     | Gs     |
| -------------------- | ----- | ------ | ------ | ------ | ------ | ------ | ------ |
| Eredivisie           | 76    | 34     | 23     | 7      | 4      | 93     | 36     |
| KNVB beker           | -     | 3      | 2      | 0      | 1      | 9      | 6      |
| Johan Cruijff Schaal | -     | 1      | 0      | 0      | 1      | 1      | 2      |
| Champions League     | 8     | 6      | 2      | 2      | 2      | 6      | 6      |
| Europa League        | -     | 2      | 1      | 0      | 1      | 2      | 3      |
| Totale               |       | 46     | 28     | 9      | 9      | 111    | 53     |